# إرنست ياكوبي
إرنست ياكوبي (11 يوليو 1933 - 23 يونيو 2022) ممثل مسرحي وممثل أفلام ألماني. ولد في برلين وتوفي في فيينا.

## وصلات خارجية
- إرنست ياكوبي على موقع IMDb (الإنجليزية)
- إرنست ياكوبي على موقع مونزينجر (الألمانية)
- إرنست ياكوبي على موقع ألو سيني (الفرنسية)
- إرنست ياكوبي على موقع ميوزك برينز (الإنجليزية)
- إرنست ياكوبي على موقع أول موفي (الإنجليزية)
- إرنست ياكوبي على موقع قاعدة بيانات الأفلام السويدية (السويدية)
- إرنست ياكوبي على موقع قاعدة بيانات الفيلم (الإنجليزية)
- إرنست ياكوبي على موقع كينوبويسك (الروسية)